# Апостольский нунций в Бурунди
Апостольский нунций в Республике Бурунди — дипломатический представитель Святого Престола в Бурунди. Данный дипломатический пост занимает церковно-дипломатический представитель Ватикана в ранге посла. Апостольская нунциатура в Бурунди была учреждена на постоянной основе 11 февраля 1963 года. Её резиденция находится в Бужумбуре.
В настоящее время Апостольским нунцием в Бурунди является архиепископ Дьедонне Датоноу, назначенный Папой Франциском 7 октября 2021 года.

## История
1 июля 1962 года была провозглашена независимость Королевства Бурунди. Дипломатические отношения между Святым Престолом и королевством Бурунди были установлены 11 февраля 1963 года. Апостольская нунциатура в Бурунди была учреждена на постоянной основе 11 февраля 1963 года, бреве «Christianae veritatis» папы римского Иоанна XXIII. Архиепископ Вито Роберти был назначен первый Апостольским нунцием в Бурунди.
Святой Престол, устами своих апостольских нунциев в Бурунди, много раз призывал к прекращению гражданской войны и установлению мира в стране.

## Апостольские нунции в Бурунди
- Вито Роберти, титулярный архиепископ Томи — (11 февраля 1963 — 15 августа 1965 — назначен епископом Казерты);
- Эмиль-Андре-Жан-Мари Мори, титулярный архиепископ Лаодикеи Фригийской — (11 июня 1965 — 1967, в отставке);
- Уильям Акин Карью, титулярный архиепископ Тельде — (27 ноября 1969 — 10 мая 1974 — назначен апостольским про-нунцием на Кипре и апостольским делегатом в Иерусалиме и Палестине);
- Никола Ротунно, титулярный архиепископ Минори — (29 июня 1974 — 13 апреля 1978 — назначен апостольским про-нунцием в Шри-Ланке);
- Донато Сквиччарини, титулярный архиепископ Тибурнии — (31 августа 1978 — 16 сентября 1981 — назначен апостольским про-нунцием в Габоне);
- Бернар-Анри-Рене Жакелен, титулярный архиепископ Аббира Великого — (24 апреля 1982 — октябрь 1985, в отставке);
- Пьетро Самби, титулярный архиепископ Белькастро — (10 октября 1985 — 28 ноября 1991 — назначен апостольским про-нунцием в Индонезии);
- Рино Пассигато, титулярный архиепископ Новокесарии — (16 декабря 1991 — 18 марта 1996 — назначен апостольским нунцием в Боливии);
- Эмиль-Поль Шерриг, титулярный архиепископ Воли — (4 мая 1996 — 8 июля 2000 — назначен апостольским нунцием на Багамских Островах, Гайане, Гренаде, Доминике, Сент-Люсии, Сент-Винсенте и Гренадинах, Тринидаде и Тобаго и Ямайке, а также апостольским делегатом на Антильских островах);
- Майкл Эйден Кортни, титулярный архиепископ Энахдана — (18 августа 2000 — 29 декабря 2003, до смерти);
- Пол Ричард Галлахер, титулярный архиепископ Ходелма — (22 января 2004 — 19 февраля 2009 — назначен апостольским нунцием в Гватемале);
- Франко Коппола, титулярный архиепископ Винды — (16 июля 2009 — 31 января 2014 — назначен апостольским нунцием в Центральноафриканской Республике);
- Войцех Залуский, титулярный архиепископ Диоклетианы — (15 июля 2014 — 29 сентября 2020 — назначен апостольским нунцием в Малайзии и Восточном Тиморе);
- Дьедонне Датоноу, титулярный архиепископ Вико Экуэнсе — (7 октября 2021 — по настоящее время).